# Andrea Tagliaferri
Andrea Tagliaferri (Casalpusterlengo, 27 luglio 1978 – Fontanellato, 16 dicembre 2004) è stato un calciatore italiano, di ruolo centrocampista.

## Carriera
Centrocampista cresciuto nel Piacenza, debutta nella Serie A 1997-1998 giocando da titolare nella trasferta di Firenze ; la stagione successiva viene mandato a farsi le ossa in Serie C2 nella Pro Patria, disputando un'annata con 33 presenze e 3 reti, che gli consente di ritornare poi a Piacenza, stavolta per giocare con più continuità (13 presenze in massima serie e poi 4 nella stagione seguente in Serie B).
Nel 2001 passa in prestito allo Spezia, dove non colleziona presenze in campionato, mentre nel 2002 passa alla Pro Vercelli dove è uno dei pilastri del centrocampo (gioca tutte e 34 le partite del campionato, segnando un gol).
Tornato al Piacenza, viene ceduto definitivamente al Legnano a gennaio 2004. Nell'estate 2004 passa alla Carrarese.

## Morte
Tagliaferri ha perso la vita poco più che ventiseienne, il 16 dicembre 2004, in un tragico incidente in autostrada a Fontanellato in cui la sua auto, a causa della nebbia, urtò un mezzo pesante e finì fuori strada.